# Klenie Bimolt
Klena Geertje "Klenie" Bimolt, född 8 juni 1945 i Assen, är en nederländsk före detta simmare.
Bimolt blev olympisk silvermedaljör på 4 x 100 meter medley vid sommarspelen 1964 i Tokyo.